# Tenchi wo Kurau (trò chơi điện tử)
Tenchi wo Kurau (tên tiếng Anh là Destiny of an Emperor) là một game nhập vai được sản xuất bởi Capcom dành cho hệ máy Nintendo Entertainment System. Nó được phát hành lần đầu tiên tại Nhật Bản vào năm 1989, và phiên bản tiếng Anh mang tên Destiny of an Emperor được ra mắt tại thị trường Bắc Mỹ vào năm 1990.
Tenchi wo Kurau được dựa trên một bộ truyện tranh manga cùng tên của Motomiya Hiroshi. Nội dung câu chuyện là nói về nhân vật lịch sử nổi tiếng của Trung Quốc là Lưu Bị và 2 người anh em kết nghĩa là Quan Vũ và Trương Phi. Cốt truyện trong game ít liên quan đến nội dung trong cuốn tiểu thuyết lừng danh của La Quán Trung là Tam Quốc Diễn Nghĩa, mà nó chỉ bám sát đến những tình huống lịch sử và những trận đánh diễn ra trong thời kỳ Tam Quốc nổi tiếng này.
Phiên bản tiếp theo của trò chơi, có tên là Tenchi wo Kurau II, chỉ được tung ra trên thị trường Nhật Bản.

## Cốt truyện
Lưu Bị, Quan Vũ và Trương Phi thành lập một đội quân nhỏ để bảo vệ ngôi làng của họ chống lại nghĩa quân Khăn Vàng, cầm đầu là Trương Giác. Lưu Bị đã huy động đủ người từ những ngôi làng bên cạnh và sau đó đánh bại Trương Giác. Đào Khiêm, quan thái thú của Từ Châu bị bệnh và đề nghị Lưu Bị tiếp quản làm chủ Từ Châu. Lưu Bị miễn cưỡng đồng ý. Và từ đây bắt đầu câu chuyện đã được mô tả trong tiểu thuyết, mặc dù đã được sửa đổi khá nhiều. Nếu hoàn thành game. người chơi sẽ thống nhất được cả Trung Quốc dưới danh nghĩa quân Thục Hán.

## Cách chơi
Không giống như các game RPG khác được phát hành vào thời điểm đó và sau này, những trận đánh mà không có trùm trong Tenchi wo Kurau không đơn thuần chỉ là những trận đánh lặp lại. Khi đụng độ những trận đánh bình thường, hầu hết là bạn sẽ phải chạm trán với một hoặc nhiều vị tướng đang quản lý vùng đất mà bạn đang đứng trên. Và thêm vào đó, hầu hết những vị tướng này đều có thể được tuyển mộ nếu bạn muốn. Sau khi đánh bại họ trên chiến trường, họ có thể đề nghị bạn cho họ được gia nhập quân đội của bạn, tùy từng trường hợp họ sẽ đòi thêm một số điều kiện. Có thể họ sẽ đòi tiền, có khi đòi ngựa (mua trong các cửa tiệm). Một khi đã được tuyển mộ, bạn sẽ không bao giờ gặp họ trên chiến trường nữa.
Do hệ thống tuyển mộ quân lính rộng rãi như vậy, bạn có thể lựa chọn được rất nhiều nhân vật mà có thể cho vào đội hình để chiến đấu (có tất cả 150 tướng trong game). Tuy nhiên, hầu hết trong số các nhân vật trong game đều không thể lên cấp độ khi chiến đấu xong, vì thế họ chỉ có thể hữu dụng vào một số thời điểm của game. Số nhân vật tối đa mà bạn có thể có trong đội hình (cả chính lẫn dự bị) là 70. Một khi đạt đến con số này, nếu muốn tuyển mộ thêm tướng mới, người chơi sẽ buộc phải đẩy đi một số tướng mà bạn cho là không cần thiết nữa. Sau khi bị sa thải, bạn có thể sẽ chạm trán những vị tướng này trên chiến trường.
Những tướng hoạt động chính thực chất chỉ có 7. Trong đó 5 người luôn luôn chiến đấu và có hai người sẵn sàng dự bị. Trong số 2 người dự bị thì có một người trong vai trò thay thế nếu 1 người trong số 5 người chiến đấu bị chết. Còn người dự bị thứ 2 thì hoạt động trong vai trò của một quân sư. Người quân sư này có thể cung cấp những chiến thuật đặc biệt, rất cần thiết khi chiến đấu.
Những lựa chọn tấn công và hỗ trợ khác thì cũng như bao game nhập vai khác. Có một lựa chọn có tên là "All-Out". Khi lựa chọn, cả hai bên địch và ta sẽ lao vào nhau thực hiện những đòn tấn công bình thường, nhưng với quân địch thì chúng có thể sử dụng thêm đòn tấn công chiến thuật, trong khi đó thì quân ta không thể. Chiến thuật này chỉ áp dụng cho những trận đánh mà bạn cho là dễ dàng, không nên dùng khi chạm trán trùm.

## Đánh giá
Andy Slaven nhận xét đây là một trong những game RPG độc nhất vô nhị trên NES.

## Chuyển đến